# Iryna Amshennikova
Iryna Vitalivna Amshennikova –en ucraniano, Ірина Віталіївна Амшеннікова– (Komsomolsk, URSS, 19 de mayo de 1986) es una deportista ucraniana que compitió en natación, especialista en el estilo espalda.
Ganó una medalla de bronce en el Campeonato Mundial de Natación en Piscina Corta de 2002, cuatro medallas en el Campeonato Europeo de Natación entre los años 2002 y 2006, y seis medallas en el Campeonato Europeo de Natación en Piscina Corta entre los años 2003 y 2007.

## Palmarés internacional
| Campeonato Mundial en Piscina Corta | Campeonato Mundial en Piscina Corta | Campeonato Mundial en Piscina Corta | Campeonato Mundial en Piscina Corta |
| Año                                 | Lugar                               | Medalla                             | Prueba                              |
| ----------------------------------- | ----------------------------------- | ----------------------------------- | ----------------------------------- |
| 2002                                | Moscú (Rusia)                       | Medalla de bronce                   | 200 m espalda                       |
| Campeonato Europeo                  |                                     |                                     |                                     |
| Año                                 | Lugar                               | Medalla                             | Prueba                              |
| 2002                                | Berlín (Alemania)                   | Medalla de bronce                   | 200 m espalda                       |
| 2002                                | Berlín (Alemania)                   | Medalla de bronce                   | 4 × 100 m estilos                   |
| 2004                                | Madrid (España)                     | Medalla de plata                    | 4 × 100 m estilos                   |
| 2006                                | Budapest (Hungría)                  | Medalla de plata                    | 200 m espalda                       |
| Campeonato Europeo en Piscina Corta |                                     |                                     |                                     |
| Año                                 | Lugar                               | Medalla                             | Prueba                              |
| 2003                                | Dublín (Irlanda)                    | Medalla de bronce                   | 200 m espalda                       |
| 2005                                | Trieste (Italia)                    | Medalla de oro                      | 200 m espalda                       |
| 2006                                | Helsinki (Finlandia)                | Medalla de plata                    | 50 m espalda                        |
| 2006                                | Helsinki (Finlandia)                | Medalla de plata                    | 200 m espalda                       |
| 2006                                | Helsinki (Finlandia)                | Medalla de bronce                   | 100 m espalda                       |
| 2007                                | Debrecen (Hungría)                  | Medalla de bronce                   | 200 m espalda                       |